# 2002 у музиці
Ця стаття присвячена музичним подіям 2002 року.

## Події
- 25 травня 2002 — 47-й пісенний конкурс Євробачення, який проходив у Таллінні в Естонії. Гран-прі отримала Marie N (Марія Наумова) з Латвії.

## Музичні альбоми
| Дата | Виконавець | Назва альбому |
| ---- | ---------- | ------------- |
|      |            |               |

## Засновані колективи
- 25/17
- Akado
- All Shall Perish
- Arctic Monkeys
- Asesino
- Box Car Racer
- Brother Firetribe
- Delain
- Despised Icon
- DevilDriver
- Drudkh
- Editors
- Eisbrecher
- El Sueño de Morfeo
- Eluveitie
- F.L.Y.
- Faun
- Flyleaf
- Frameshift
- Franz Ferdinand
- Girls Aloud
- Kasabian
- Lethian Dreams
- Leverage (гурт)
- Ling Tosite Sigure
- Listener (гурт)
- Magica
- Mandinga
- Merengue
- Midnattsol
- Nemesea
- Nevada-Tan
- OneRepublic
- Pendulum (гурт)
- Random Hand
- Sonic Syndicate
- Strachy na Lachy
- Street Dogs
- Sugarland
- The Fray
- The Killers
- The Swellers
- Thriving Ivory
- Thule-Orden
- Vanilla Ninja
- Vargsang
- Viva (гурт)
- War of Ages
- Who See
- Wild Beasts
- Winds of Plague
- АННА (гурт)
- Аркона (гурт)
- Біла Вежа (гурт)
- Веремій (гурт)
- Кипелов (гурт)
- Кредо (хор)
- Сіверські клейноди
- Слот (гурт)
- Фабрика (гурт)
- Фарбований Лис
- Яка існуЄ

## Концерти в Україні
Зарубіжні виконавці

## Нагороди
Премія «Греммі»
44-та церемонія «Греммі» відбулася 27 лютого 2002 у комплексі Стейплс-центр у Лос-Анджелесі.
Премія «MTV Video Music Awards»
Премія «MTV Europe Music Awards»
Премія «Billboard Music Awards»

## Народились
- Клеопатра Стратан — дочка молдавського співака Павла Стратана, наймолодша виконавиця пісень, що добилась комерційного успіху із своїм альбомом 2006 року La vârsta de trei ani («At the age of 3»).
- Петрик Анастасія Ігорівна — українська співачка, переможниця міжнародних дитячих конкурсів «Дитяче Євробачення 2012» і «Дитяча Нова хвиля 2010». Молодша сестра співачки Вікторії Петрик.
- Мірошниченко Марія Андріївна — українська співачка, переможниця всеукраїнських та міжнародних дитячих конкурсів.
- Гайя Каукі — мальтійська співачка. Переможниця дитячого пісенного конкурсу Євробачення 2013.
- Бойко Андрій Вадимович — український співак, актор, переможець «Дитячої нової хвилі 2014», срібний призер «Слов'янського Базару 2014», а також фіналіст третього сезону «Голос. Діти».
- Lil Mosey — американський репер, співак та автор пісень.
- Купріянович Зінаїда Олександрівна — білоруська співачка, що представляла Білорусь на 64-му пісенному конкурсі Євробачення.
- Фінн Вулфгард — канадський актор і музикант.
- Іващенко Еліна Олександрівна — українська співачка, радіоведуча, переможниця третього сезону вокального талант-шоу «Голос. Діти» (2016) та десятого сезону українського вокального шоу «X-Фактор» (2019).

## Померли
- Андреадіс Галина — українська оперна співачка (мецо-сопрано).
- Карабиць Іван Федорович — український композитор, диригент, музично-громадський діяч. Народний артист України.
- Гасюк Олег Володимирович — український бандурист і майстер бандури.
- Смеречанський Ярослав Васильович — український композитор, диригент, музикант, педагог.
- Кравчук Зіновій Євгенович — український диригент, композитор, поет, Заслужений працівник культури України.
- Євдокименко Анатолій Кирилович — український музикант, керівник ансамблю «Червона рута». Народний артист України.
- Рей Браун — американський джазовий музикант (контрабас, віолончель), керівник ансамблю, бендлідер.
- Богатиков Юрій Йосипович — радянський і український співак, баритон.
- Вдовиченко Володимир Іванович — фаготист, педагог Київської національної музичної академії, соліст симфонічного оркестру Національного театру опери і балету України ім. Т. Г. Шевченка.
- Перельман Натан Єфимович — радянський, російський піаніст і педагог.
- Янченко Олег Григорович — радянський і російський органіст, піаніст, композитор, диригент, педагог, професор.
- Кахідзе Джансуг Іванович — грузинський композитор, лауреат Державної премії Грузії.
- Клявін Роберт Альбертович — український артист балету, народний артист УРСР.
- Марґіта Стефанович — югославська та сербська піаністка, відоміша як учасниця культового югославського гурту «Екатарина Велика».
- Свєтланов Євген Федорович — радянський та російський диригент, композитор та піаніст, народний артист СРСР.
- Вейлон Дженнінгс — американський співак, один з найпопулярніших музикантів музики кантрі XX століття.
- Річард Гарріс — ірландський актор і музикант.
- Гюнтер Ванд — німецький диригент.
- Паторжинська Галина Іванівна — українська піаністка і педагог. Заслужена артистка УРСР.
- Ярів Езрахі — ізраїльський скрипаль, музичний критик і педагог.
- Врабель Олександр Михайлович — український співак (баритон), народний артист УРСР.
- Оскар Заля — німецький композитор, фізик та винахідник.
- Вазін Георгій Андрійович — український диригент, народний артист УРСР
- Хитряк Станіслав Іванович — український баяніст, концертмейстер, акомпаніатор, аранжувальник.
- Лейн Стейлі — вокаліст і один із засновників американської рок-групи Alice in Chains.
- Левицький Олександр Олександрович — український композитор, заслужений діяч мистецтв України.
- Войнова-Павловська Ольга Петрівна — українська співачка (контральто), народна артистка УРСР.
- Лео Орнстайн — американський композитор, піаніст та педагог єврейського походження.
- Круг Михайло Володимирович — російський поет, бард, композитор та виконавець пісень в стилі російського шансону.
- Рей Коніф — американський музикант.
- Андрусів Наталка Юліанівна — українська оперна співачка. Дружина Петра Андрусіва.
- Йовлань Оло — один із очільників ерзянського національного руху кінця ХХ століття, голова націоналістичного об'єднання «Од вий» (Нова сила). Поет, хормейстер, кінодокументаліст, громадський діяч, політик, антиколоніаліст. Лідер музичного гурту «Торама».
- Гільдеґард Кнеф — німецька і американська акторка та співачка.
- Майбурова Катерина Вікторівна — радянський музикознавець, педагог. Матір Олени Зінькевич.
- Абдуллін Сулейман Аюпович — башкирський народний співак, Заслужений артист Башкирії.
- Ширлі Скотт — американська джазова органістка, піаністка, керівник комбо (свінг і модерн-джаз).
- Роско Шелтон — американський блюзовий і ритм-енд-блюзовий співак.
- Венделл Маршалл — американський джазовий контрабасист.
- Маркевич Дмитро Борисович — швейцарський концертуючий віолончеліст, викладач і музикознавець українського походження.
- Юліус Сатінський — словацький і чехословацький актор, співак, шоумен і письменник.
- Пеггі Лі — американська джазова співачка, автор пісень і акторка.
- Мамайчук Іван Федорович — композитор, педагог, диригент театрального симфонічного оркестру, художній керівник оркестру українських народних інструментів.
- Головинський Григорій Львович — російський музикознавець, доктор мистецтвознавства.
- Маріо Нашимбене — італійський композитор.
- Якубяк Ярема Васильович — музичний критик та науковець, педагог, заслужений діяч мистецтв України, професор Львівської державної музичної академії імені Миколи Лисенка.
- Ліза Лопес — американська співачка, авторка пісень, танцівниця, реперка, акторка.
- Тіта Мерельйо — аргентинська акторка і співачка у жанрі танго.
- Корницький Євген Петрович — композитор, хоровий диригент, народний артист України.
- Долорес Грей — американська актриса і співачка.
- Михей (музикант) — російський співак, реп-виконавець, автор пісень українського походження.
- Ермлер Марк Фрідріхович — радянський та російський диригент.
- Ліхтман Зоя Юхимівна — українська піаністка та педагог.
- Ейлін Фаррелл — американська співачка (сопрано).
- Хелена Майданець — польська співачка бігбіту, яку називали «королевою твісту».
- Хромченко Соломон Маркович — радянський співак (ліричний тенор) і педагог.